# Voltlage
Voltlage – miejscowość i gmina w Niemczech, w kraju związkowym Dolna Saksonia, w powiecie Osnabrück, wchodzi w skład gminy zbiorowej Neuenkirchen.

## Dzielnice
- Höckel
- Voltlage
- Weese